# Торнтон, Эрик
Э́рик То́рнтон (англ. Eric Thornton; 5 июля 1882, Уэртинг, Западный Суссекс — 5 декабря 1945, Антверпен) — бельгийский футболист, бронзовый призёр летних Олимпийских игр 1900.
На Играх 1900 в Париже Торнтон входил в состав бельгийской команды. Его сборная, проиграв в единственном матче Франции, заняла третье место и получила бронзовые медали.